# Pouf (coiffure)
Pour les articles homonymes, voir Pouf.
Le pouf est une coiffure apparue au XVIIIe siècle en France. Créée par le coiffeur Léonard, elle est popularisée  par Marie-Antoinette, qui la porte au sacre de Louis XVI le 11 juin 1775.

## Présentation
Le pouf est édifié sur un échafaudage de fils de fer, de tissus, de gaze, de crins, de faux cheveux, et des propres cheveux de la cliente dressés en position quasi verticale. Lancée dès 1774, cette nouvelle coiffure est créée par le célèbre coiffeur Léonard-Alexis Autié, dit Monsieur Léonard en lien avec Rose Bertin, la « Ministre des modes » de la reine.

### Création
En avril 1774, la duchesse de Chartres est la première à porter publiquement cette nouvelle coiffure, présentée sous le nom du « Pouf Sentimental », à l'opéra. La composition est immense : elle nécessite près de treize mètres de gaze enroulés autour d'une tour. Une figurine représente le duc de Beaujolais bébé dans les bras de sa nourrice, une autre un boy africain (un des favoris de la duchesse) à leurs pieds. Un perroquet et une assiette de cerises complètent la scène,. 
Popularisé par la reine Marie-Antoinette, cette nouvelle mode se diffuse comme une traînée de poudre parmi les dames de la noblesse. Elle permet de laisser libre cours à toutes sortes d'interprétations et permet à chacune d'afficher son humeur du moment grâce à des accessoires stratégiquement choisis : bateaux, animaux, et mille autres bibelots, perles, bijoux, plumes d'autruche, etc.
La mode du pouf dépasse les frontières de l'hexagone et s'exporte jusqu'en Angleterre, où elle est notamment adoptée par Georgiana Cavendish, la duchesse du Devonshire. Les perruques, trop associées aux exécutions de la noblesse à la guillotine pendant la Révolution française, passent de mode et le pouf disparaît en même temps que l'Ancien Régime.

### Caractéristiques
Ces coiffures peuvent dépasser un mètre de hauteur et atteindre un poids de cinq kilogrammes. Selon les volumes et artifices employés, une perruque peut coûter 50 000 livres l'unité (soit 65 000 €) pour les plus belles, et la reine et les dames les plus fortunées de la cour en changent quasiment tous les jours. Le temps de confection peut prendre plusieurs heures, soit une bonne partie de l'après-midi.

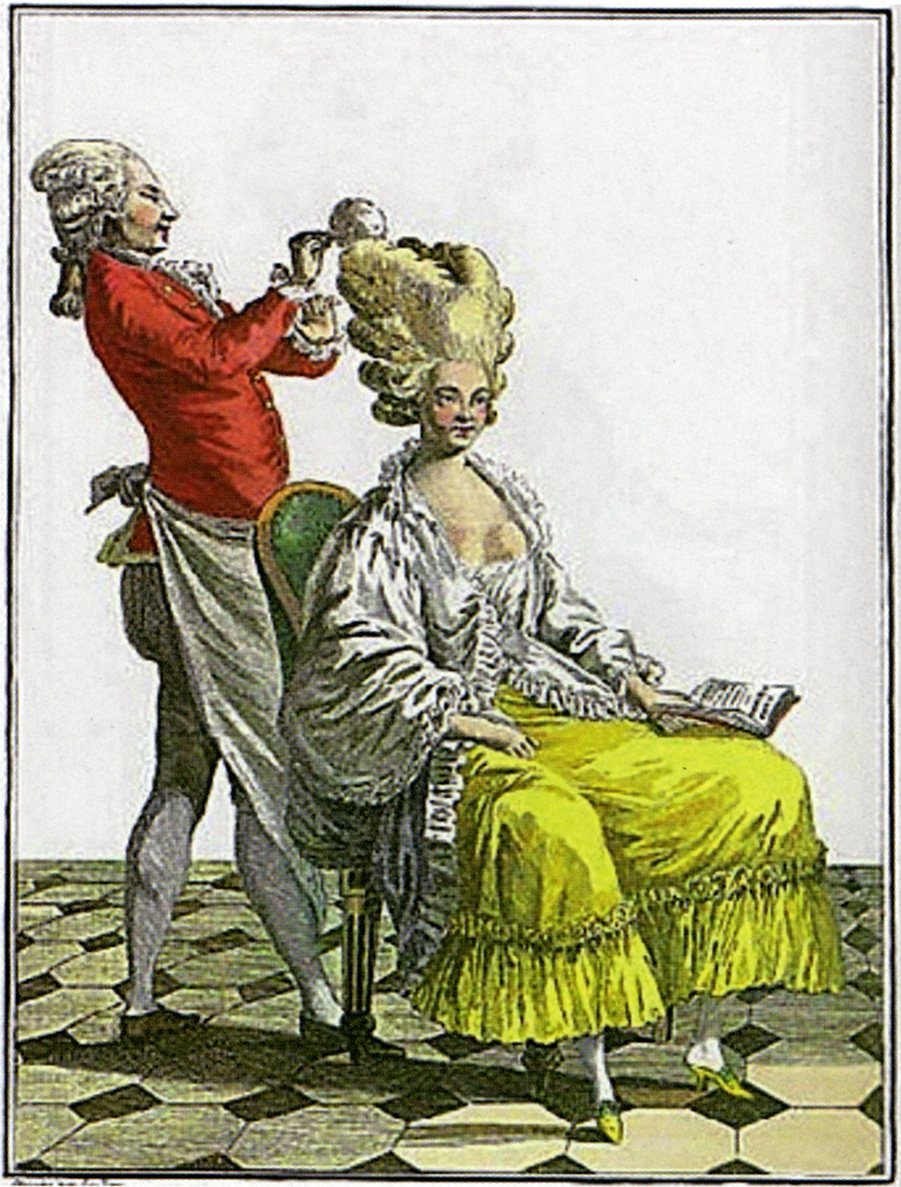
Léonard réalisant une coiffure de style « pouf »
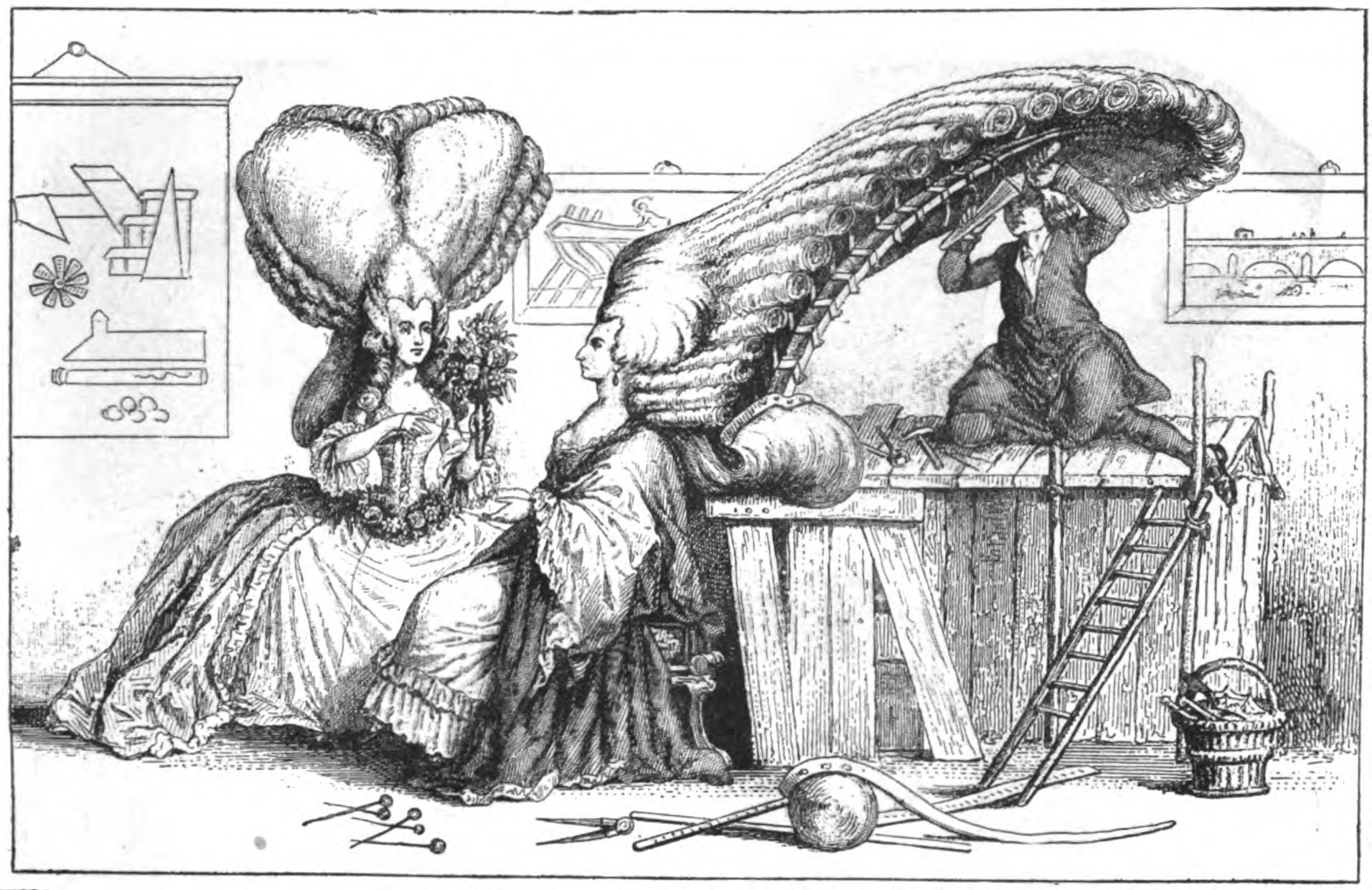
Caricature de l'Académie de coiffure, située rue de la Chaussée-d'Antin, créée par Léonard

### Thèmes
Véritables échafaudages de gaze posés sur la tête des dames, les poufs servent de support à d'excentriques créations représentant des jardins fleuris, les signes du zodiaque, des panières de fruits. Des thèmes politiques sont parfois mis à l'honneur. Monsieur Léonard invente ainsi la perruque à la Belle Poule, par allusion au combat du 17 juin 1778 consacrant la première victoire d'un navire français sur la marine anglaise au large de Brest. Marie-Antoinette se fait réaliser à cette occasion une perruque surmontée d'un navire, et toute la cour suit. Pour tenter d'enrayer la famine dans son royaume, le roi soutient la culture de la pomme de terre et la reine porte à cette occasion une feuille du tubercule dans ses cheveux.

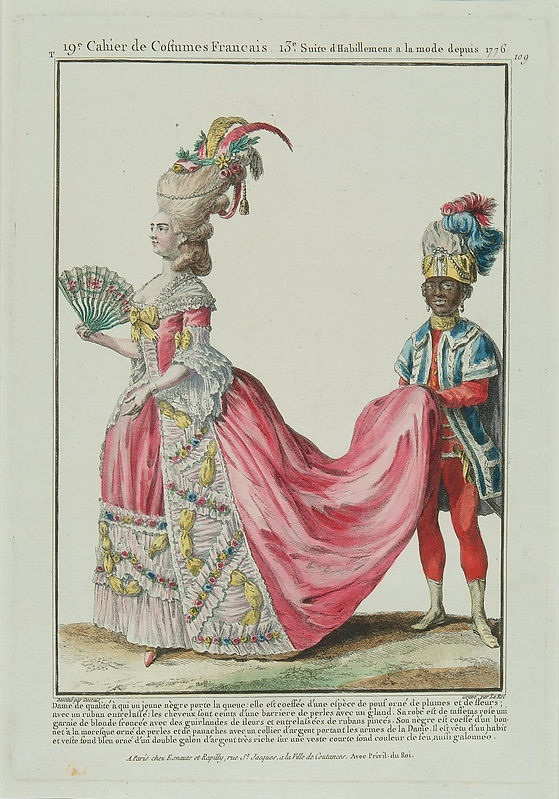
Pouf orné de plumes, extrait du Cahier de costumes français
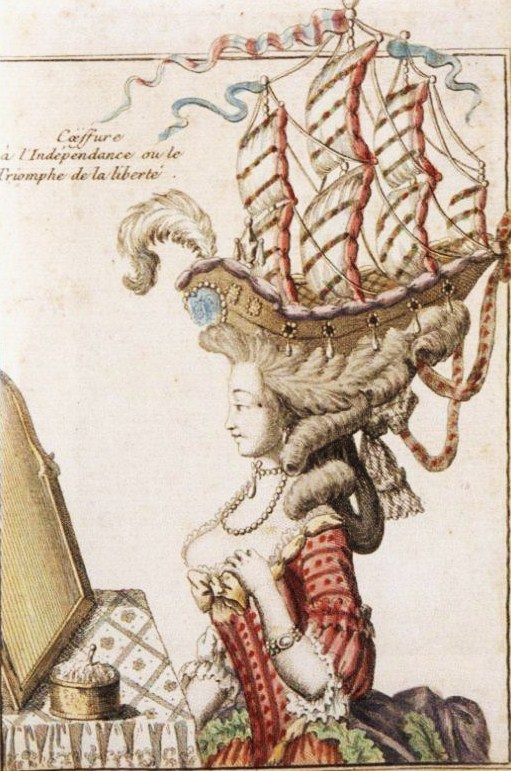
Coiffure à la Belle Poule

### Entretien
La plupart des dames de la cour ont du mal à suivre financièrement les évolutions constantes de la mode. Pour éviter de se ruiner, elles peuvent conserver leur coiffure sur la tête une semaine ou deux, y compris la nuit, jusqu'à ce qu'elle ne soit plus hygiénique et perde sa forme. Couverts d'une pommade à base d'un mélange de graisse animale et de farine de blé, les cheveux deviennent rances passé un certain délai et attirent la vermine. Il faut donc défaire l'ensemble, laver les cheveux et recommencer la coiffure.
Le jour, elles portent la « calèche », large couvre-chef protégeant leur chevelure des effets de la saleté, du vent et de la pluie,. La nuit, la coiffure est particulièrement inconfortable pour dormir, deux ou trois oreillers sont nécessaires pour maintenir la tête droite. La taille du pouf et des robes rendent également compliquées l'entrée et la sortie des dames dans leur carrosse, les obligeant à se plier en deux ou entrer à genou.

### Correspondance
Dès 1775, l'impératrice Marie-Thérèse d'Autriche écrit à sa fille Marie-Antoinette :
« De même, je ne peux m'empêcher de vous toucher un point que bien des gazettes me répètent trop souvent : c'est la parure dont vous vous servez ; on la dit depuis de la racine des cheveux 36 pouces de haut, et avec tant de plumes et de rubans qui relèvent tout cela ! Vous savez que j'étais toujours d'opinion de suivre les modes modérément, mais de ne jamais les outrer. Une jeune et jolie reine, pleine d'agréments, n'a pas besoin de toutes ces folies ; au contraire, la simplicité de la parure fait mieux paraître, et est plus adaptable au rang de reine. Celle-ci doit donner le ton, et tout le monde s'empressera de cœur à suivre même vos petits travers ».

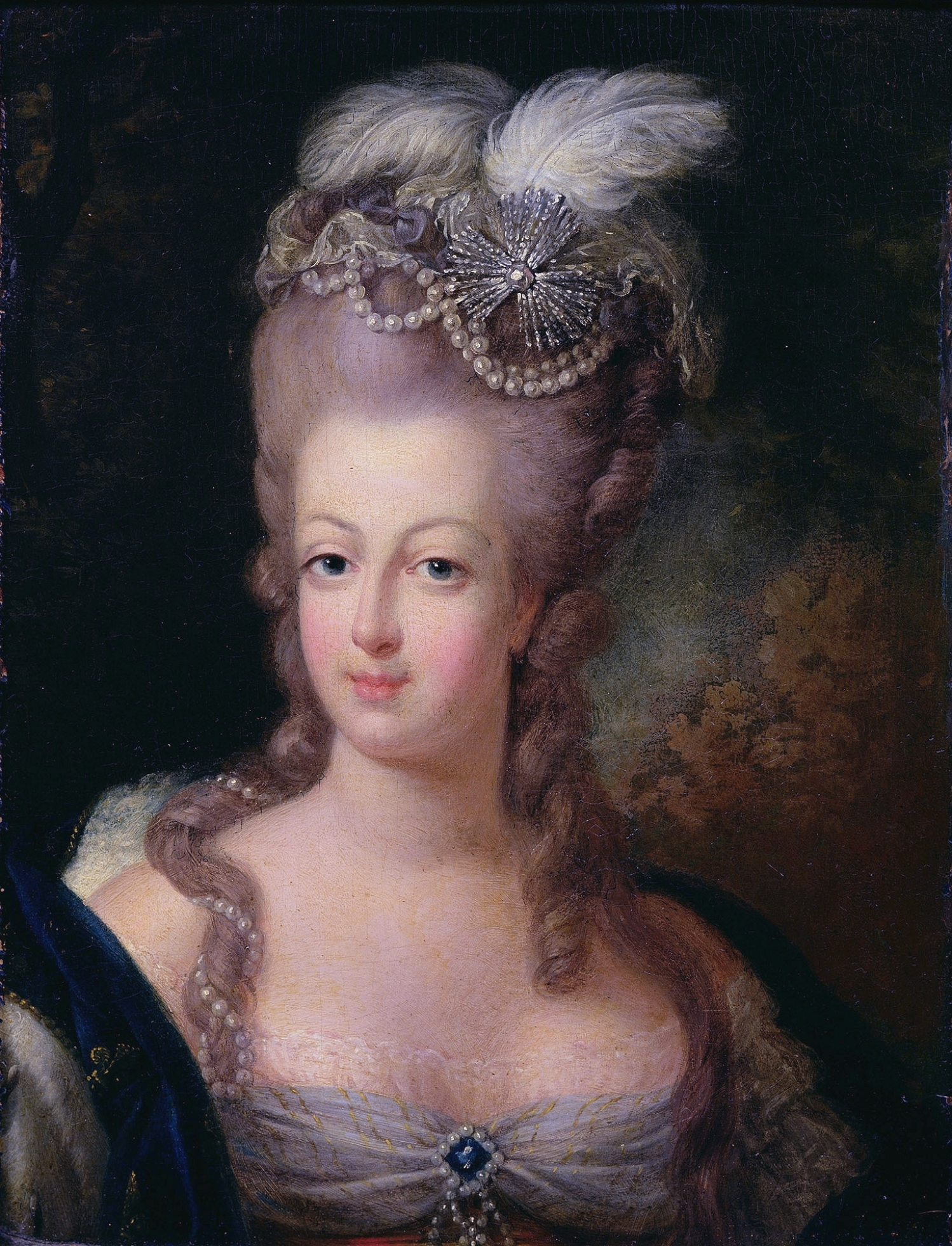
La reine Marie-Antoinette en 1775 à 20 ans, portant une perruque de style Pouf
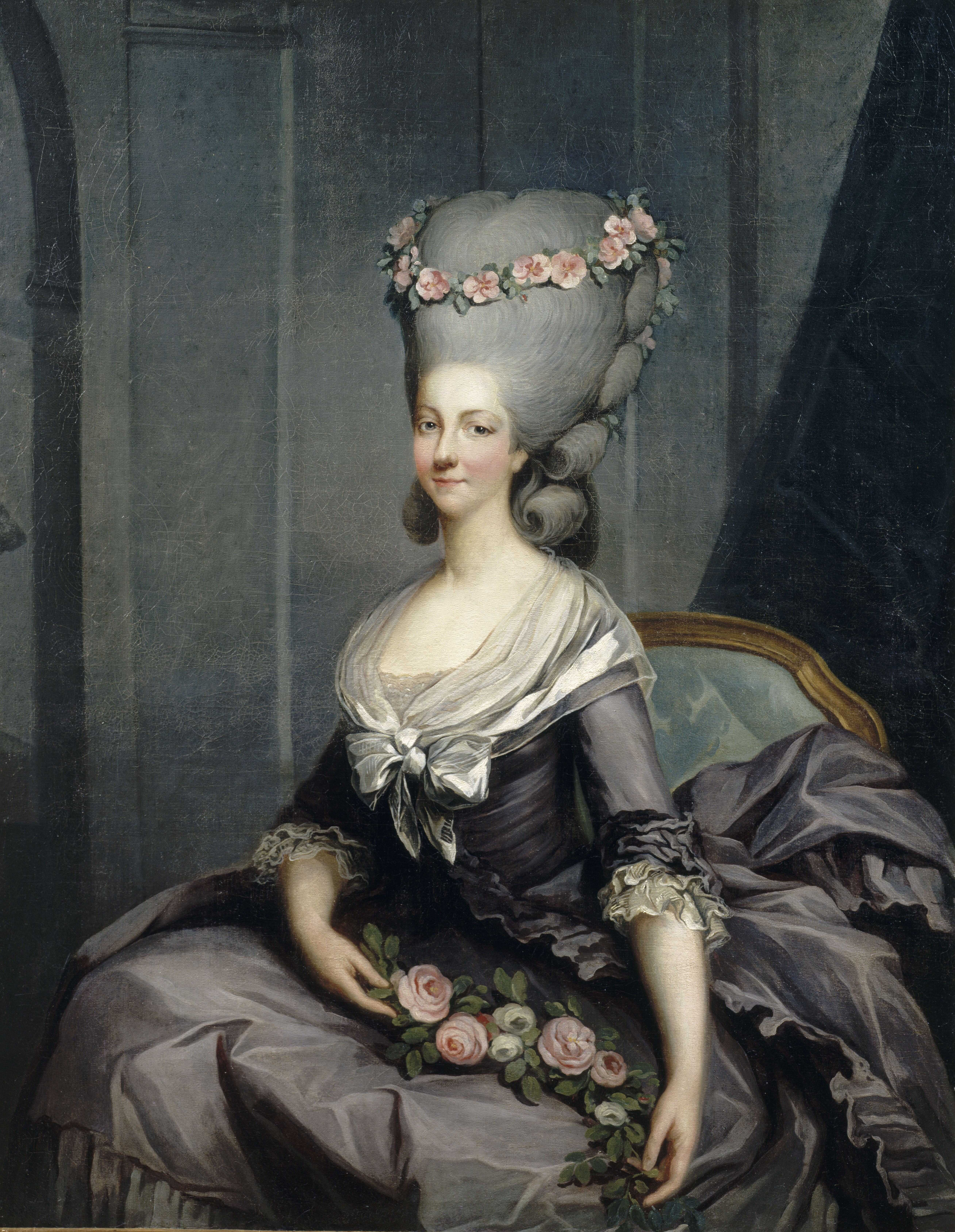
Portrait de la princesse de Lamballe, favorite de la reine, coiffée d'un pouf, vers 1776